# Gita Gopinath
Gita Gopinath (Calcuta, 8 de diciembre de 1971) es una economista y académica indio-estadounidense. Desde 2022 es primera subdirectora gerente del Fondo Monetario Internacional (FMI). Previamente ocupó el cargo de consejera económica y directora del Departamento de Estudios del FMI y fue profesora del Departamento de Economía de la Universidad de Harvard, donde también es profesora de la Cátedra John Zwaanstra de Estudios Internacionales y Economía.

## Biografía
Gopinath nació en Calcuta, India. Su educación primaria la realizó en la escuela del convento de Nirmala en Mysore. Es la menor de dos hijas de TV Gopinath y VC Vijayalakshmi, ambos oriundas de Kannur , Kerala. Su madre, VC Vijayalakshmi, es de la Familia Vediyara Chandrothu, una sub-rama de la Familia Thiruvithamkoor / Kolathiri , que es originalmente del distrito de Thiruvananthapuram y del distrito de Kannur . Su padre, TC Gopinath, está relacionado con el difunto AK Gopalan.
Gita estudió en el programa de Lady Shri Ram College. En 1992 obtuvo la Licenciatura de Económicas de la Universidad de Delhi, India, y en 1994 el máster en Economía en la misma universidad. Completó además un máster en Economía en la Universidad de Washington en 1996. En 2001, obtuvo el Doctorado en Economía en la Universidad de Princeton.
Es ciudadana estadounidense y ciudadana india en el extranjero.

## Carrera profesional
Ha centrado su trabajo profesional en las áreas de finanzas internacionales y macroeconomía. Es autora de numerosos artículos de investigación sobre tipos de cambio, comercio e inversión, crisis financieras internacionales, política monetaria, deuda y crisis en los mercados emergentes.
Fue profesora adjunta de Economía en la Escuela de Negocios Booth de la Universidad de Chicago entre 2001 y 2005 y profesora en la cátedra John Zwaanstra de Estudios Internacionales y Economía de la facultad de Economía de la Universidad de Harvard desde 2005 a 2022. 
Es codirectora de la publicación Handbook of International Economics y fue codirectora de American Economic Review y directora editorial de Review of Economic Studies. Previamente, también fue codirectora del programa de Finanzas Internacionales y Macroeconomía de la Oficina Nacional de Investigación Económica (NBER, por sus siglas en inglés), profesora visitante en el Banco de la Reserva Federal de Boston y miembro del panel de asesoramiento económico del Banco de la Reserva Federal de Nueva York. 
Entre 2016 y 2018, ocupó el cargo de Asesora Económica del Ministro Jefe de Kerala, estado de la India. Asimismo, se desempeñó como miembro del Grupo Asesor de Personas Eminentes sobre asuntos del Grupo de los 20 (G20) para el Ministerio de Finanzas de la Unión de Estados Unidos.
De 2019 a 2022 fue Economista Jefe del Fondo Monetario Internacional (FMI), ocupando los cargos de Consejera Económica del FMI y Directora del Departamento de Estudios. Dirigió 13 ediciones del informe Perspectivas de la economía mundial (informe WEO) y fue coautora de documento “Pandemic Paper”, entre otros informes económicos sobre la pandemia de COVID-19. Colaboró en la creación del Grupo de Trabajo Multilateral integrado por el FMI, el Banco Mundial, la OMC y la OMS; de grupos de trabajo sobre vacunas y sobre flujos internacionales de capitales; y del grupo de trabajo interno del FMI para la mitigación del cambio climático, entre otros temas relevantes.
Desde el 21 de enero de 2022 es subdirectora gerente del Fondo Monetario Internacional (FMI), la primera mujer en el cargo. Es la responsable de supervisar la labor del personal técnico, representar al FMI en foros multilaterales, mantener contactos de alto nivel con países miembros y con miembros del Directorio, los medios de comunicación y otras instituciones, dirigir la labor del FMI en el ámbito de la supervisión y políticas conexas, y supervisar las publicaciones insignia y de investigación.
Es miembro de la Academia Estadounidense de las Artes y las Ciencias, y de la Sociedad de Econometría, así como del Grupo de los Treinta, el laboratorio de ideas G30 ubicado en Washington. 

## Distinciones
Entre las distinciones que ha recibido, se encuentran pertenecer a la membresía de la Academia Americana de las Artes y las Ciencias y de la Sociedad de Econometría. Ha sido galardonada con el premio “Distinguished Alumnus Award” para exalumnos distinguidos de la Universidad de Washington. El gobierno de India le concedió el Pravasi Bharatiya Samman, el más alto honor otorgado a ciudadanos indios en el extranjero.
En 2021, fue nombrada entre las 25 mujeres más influyentes del mundo por el Financial Times; la Asociación Económica Internacional la nombró Economista Destacada Schumpeter-Haberler; la Asociación de Economía Aplicada y Agricultura la galardonó con el premio John Kenneth Galbraith, y la Carnegie Corporation la reconoció entre los grandes inmigrantes a Estados Unidos. Bloomberg la llamó una de las 50 personas que definieron 2019; Foreign Policy, uno de los grandes pensadores internacionales, y la revista Time, una de las mujeres que rompió las barreras para ser pionera. 
Previamente, ya en 2014, fue nombrada uno de los 25 economistas menores de 45 años más destacados por el FMI; el Financial Times la reconoció como uno de los 25 ciudadanos más prometedores de India en 2012; y en 2011 fue designada “Joven Líder Mundial” por el Foro Económico Mundial de Davos, Suiza.